# Gand-Wevelgem 2014
La 76e édition de Gand-Wevelgem a eu lieu le 30 mars 2014. Il s'agit de la 7e épreuve de l'UCI World Tour 2014.

## Présentation
Ce Gand-Wevelgem est la deuxième des quatre classiques flandriennes inscrites à l'UCI World Tour. Il se déroule deux jours après Grand Prix E3 et une semaine avant le Tour des Flandres. Ces dernières années, la course a souvent été remportée lors d'un sprint en peloton, en partie du fait de la présence de nombreux kilomètres entre les derniers bergs et la ligne d'arrivée. Le parcours de cette édition peut encore davantage avantager les sprinters, grâce à l'allongement de la boucle entre les deux passages au mont Kemmel.

### Parcours
Le départ de cette édition a lieu à Deinze puis se dirige vers la France, pour la cinquième année d'affilée, avec un double passage par le mont Cassel suivi du mont des Cats. S'ensuit un retour en Belgique avec un enchaînement des trois bergs Baneberg (nl) - Mont Kemmel - Monteberg (nl) avant de nouveau accomplir le duo Baneberg-Mont Kemmel avant de finir par du plat en direction de la ligne d'arrivée à Wevelgem. Cette édition passera par différents lieux tels que Ploegsteert, Dixmude, le Mont Cassel et Ypres pour le centenaire de la Première Guerre mondiale,. Le parcours est long de 233 kilomètres.
Huit monts sont répertoriés pour cette course :
| Num | Nom            | km  | Revêtement | Longueur (m) | Pente moyenne | Pente maxi | km de l'arrivée |
| --- | -------------- | --- | ---------- | ------------ | ------------- | ---------- | --------------- |
| 1   | Mont Cassel    | 115 | asphalte   | 1 700        | 4,9 %         | 10 %       | 118             |
| 2   | Mont Cassel    | 120 | asphalte   | 1 700        | 4,9 %         | 10 %       | 113             |
| 3   | Mont des Cats  | 137 | asphalte   | 500          | 9 %           | 14 %       | 96              |
| 4   | Baneberg (nl)  | 146 | asphalte   | 300          | 10 %          | 20 %       | 87              |
| 5   | Mont Kemmel    | 154 | pavés      | 2 500        | 4,4 %         | 24 %       | 79              |
| 6   | Monteberg (nl) | 158 | asphalte   | 1 000        | 7,3 %         | 13 %       | 75              |
| 7   | Baneberg (nl)  | 185 | asphalte   | 300          | 10 %          | 20 %       | 48              |
| 8   | Mont Kemmel    | 193 | pavés      | 2 500        | 4,4 %         | 24 %       | 40              |

### Équipes
L'organisateur a communiqué la liste des équipes invitées le 29 janvier 2014. Vingt-cinq équipes participent à ce Gand-Wevelgem - dix-huit ProTeams et sept équipes continentales professionnelles :
| UCI ProTeams            | UCI ProTeams | UCI ProTeams |
| Nom de l'équipe         | Pays         | Code         |
| ----------------------- | ------------ | ------------ |
| AG2R La Mondiale        | France       | ALM          |
| Astana                  | Kazakhstan   | AST          |
| Belkin                  | Pays-Bas     | BEL          |
| BMC Racing              | États-Unis   | BMC          |
| Cannondale              | Italie       | CAN          |
| Europcar                | France       | EUC          |
| FDJ.fr                  | France       | FDJ          |
| Garmin-Sharp            | États-Unis   | GRS          |
| Giant-Shimano           | Pays-Bas     | GIA          |
| Katusha                 | Russie       | KAT          |
| Lampre-Merida           | Italie       | LAM          |
| Lotto-Belisol           | Belgique     | LTB          |
| Movistar                | Espagne      | MOV          |
| Omega Pharma-Quick Step | Belgique     | OPQ          |
| Orica-GreenEDGE         | Australie    | OGE          |
| Sky                     | Royaume-Uni  | SKY          |
| Tinkoff-Saxo            | Russie       | TCS          |
| Trek Factory Racing     | États-Unis   | TFR          |

| Équipes continentales professionnelles | Équipes continentales professionnelles | Équipes continentales professionnelles |
| Nom de l'équipe                        | Pays                                   | Code                                   |
| -------------------------------------- | -------------------------------------- | -------------------------------------- |
| Androni Giocattoli-Venezuela           | Italie                                 | AND                                    |
| Cofidis                                | France                                 | COF                                    |
| IAM                                    | Suisse                                 | IAM                                    |
| MTN-Qhubeka                            | Afrique du Sud                         | MTN                                    |
| NetApp-Endura                          | Allemagne                              | TNE                                    |
| Topsport Vlaanderen-Baloise            | Belgique                               | TSV                                    |
| Wanty-Groupe Gobert                    | Belgique                               | WGG                                    |

### Règlement de la course

#### Primes
Les vingt prix sont attribués suivant le barème de l'UCI,. Le total général des prix distribués est de 40 000 €.
| Position | 1er      | 2e      | 3e      | 4e      | 5e      | 6e      | 7e      | 8e    | 9e    | 10e à 20e |
| Prix     | 16 000 € | 8 000 € | 4 000 € | 2 000 € | 1 600 € | 1 200 € | 1 100 € | 800 € | 400 € | 400 €     |

## Classement final

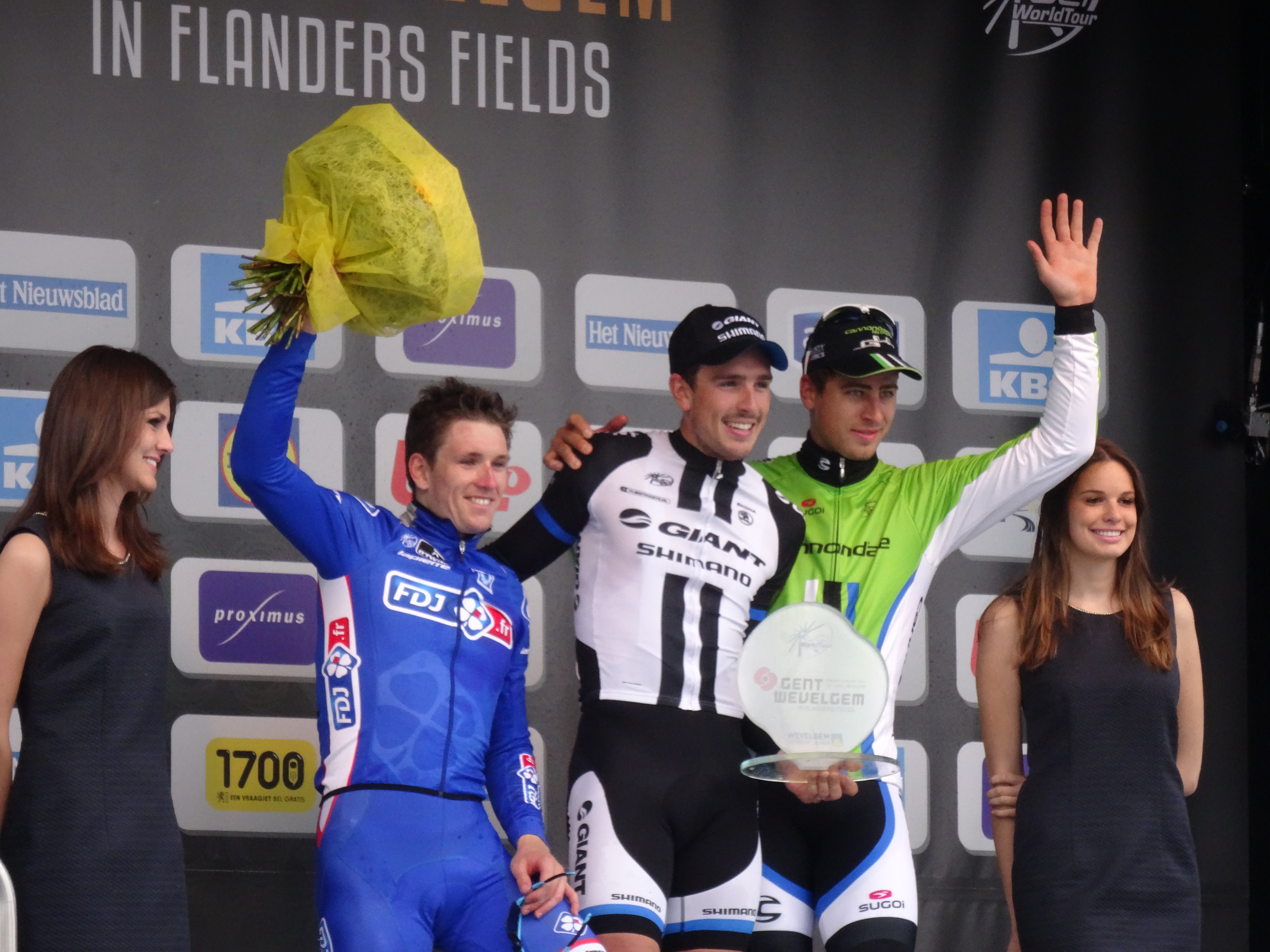
Arnaud Démare (2e), John Degenkolb (1er) et Peter Sagan (3e).

|    | Coureur            | Pays        | Équipe                      |    | Temps           | Points UCI |
| -- | ------------------ | ----------- | --------------------------- | -- | --------------- | ---------- |
| 1  | John Degenkolb     | Allemagne   | Giant-Shimano               | en | 5 h 34 min 37 s | 80         |
| 2  | Arnaud Démare      | France      | FDJ.fr                      | +  | m.t             | 60         |
| 3  | Peter Sagan        | Slovaquie   | Cannondale                  |    | m.t             | 50         |
| 4  | Sep Vanmarcke      | Belgique    | Belkin                      |    | m.t             | 40         |
| 5  | Tom Boonen         | Belgique    | Omega Pharma-Quick Step     |    | m.t             | 30         |
| 6  | Tom Van Asbroeck   | Belgique    | Topsport Vlaanderen-Baloise |    | m.t             | -          |
| 7  | Alexey Tsatevitch  | Russie      | Katusha                     |    | m.t             | 14         |
| 8  | Yauheni Hutarovich | Biélorussie | AG2R La Mondiale            |    | m.t             | 10         |
| 9  | Thor Hushovd       | Norvège     | BMC Racing                  |    | m.t             | 6          |
| 10 | Jürgen Roelandts   | Belgique    | Lotto-Belisol               |    | m.t             | 2          |

## Liste des participants
- Liste de départ complète

| Légende | Légende                                                                    | Légende | Légende                                                    |
| ------- | -------------------------------------------------------------------------- | ------- | ---------------------------------------------------------- |
| Num     | Dossard de départ porté par le coureur sur ce Gand-Wevelgem                | Pos     | Position à l'arrivée de la course                          |
|         | Indique un maillot de champion national ou mondial, suivi de sa spécialité | NP      | Indique un coureur qui n'a pas pris le départ de la course |
| AB      | Indique un coureur qui n'a pas terminé la course                           | HD      | Indique un coureur qui a terminé la course hors des délais |

| Cannondale CAN | Cannondale CAN             | Cannondale CAN |
| -------------- | -------------------------- | -------------- |
| Num            | Coureur                    | Pos            |
| 1              | Peter Sagan (SVK) (Route)  | 3e             |
| 2              | Maciej Bodnar (POL)        | 78e            |
| 3              | Oscar Gatto (ITA)          | 33e            |
| 4              | Ted King (USA)             | 120e           |
| 5              | Kristjan Koren (SLO)       | 138e           |
| 6              | Matthias Krizek (AUT)      | 96e            |
| 7              | Paolo Longo Borghini (ITA) | 77e            |
| 8              | Alan Marangoni (ITA)       | 76e            |

| AG2R La Mondiale ALM | AG2R La Mondiale ALM     | AG2R La Mondiale ALM |
| -------------------- | ------------------------ | -------------------- |
| Num                  | Coureur                  | Pos                  |
| 11                   | Davide Appollonio (ITA)  | 140e                 |
| 12                   | Gediminas Bagdonas (LTU) | 152e                 |
| 13                   | Steve Chainel (FRA)      | 48e                  |
| 14                   | Maxime Daniel (FRA)      | 149e                 |
| 15                   | Damien Gaudin (FRA)      | 49e                  |
| 16                   | Sébastien Turgot (FRA)   | 34e                  |
| 17                   | Yauheni Hutarovich (BLR) | 8e                   |
| 18                   | Lloyd Mondory (FRA)      | 14e                  |

| Astana AST | Astana AST               | Astana AST |
| ---------- | ------------------------ | ---------- |
| Num        | Coureur                  | Pos        |
| 21         | Borut Božič (SLO)        | 65e        |
| 22         | Francesco Gavazzi (ITA)  | 43e        |
| 23         | Andriy Grivko (UKR)      | 79e        |
| 24         | Dmitriy Gruzdev (KAZ)    | 86e        |
| 25         | Andrea Guardini (ITA)    | 95e        |
| 26         | Valentin Iglinskiy (KAZ) | 133e       |
| 27         | Ruslan Tleubayev (KAZ)   | 87e        |
| 28         | Dmitriy Muravyev (KAZ)   | AB         |

| Belkin BEL | Belkin BEL               | Belkin BEL |
| ---------- | ------------------------ | ---------- |
| Num        | Coureur                  | Pos        |
| 31         | Lars Boom (NED)          | 108e       |
| 32         | Rick Flens (NED)         | AB         |
| 33         | Robert Wagner (GER)      | 102e       |
| 34         | Tom Leezer (NED)         | 73e        |
| 35         | Bram Tankink (NED)       | 50e        |
| 36         | Maarten Tjallingii (NED) | 113e       |
| 37         | Sep Vanmarcke (BEL)      | 4e         |
| 38         | Maarten Wynants (BEL)    | AB         |

| BMC Racing BMC | BMC Racing BMC              | BMC Racing BMC |
| -------------- | --------------------------- | -------------- |
| Num            | Coureur                     | Pos            |
| 41             | Thor Hushovd (NOR) (Route)  | 9e             |
| 42             | Klaas Lodewyck (BEL)        | 82e            |
| 43             | Silvan Dillier (SUI)        | 58e            |
| 44             | Taylor Phinney (USA)        | 22e            |
| 45             | Manuel Quinziato (ITA)      | 57e            |
| 46             | Michael Schär (SUI) (Route) | 32e            |
| 47             | Greg Van Avermaet (BEL)     | 28e            |
| 48             | Sebastian Lander (DEN)      | 144e           |

| FDJ.fr FDJ | FDJ.fr FDJ               | FDJ.fr FDJ |
| ---------- | ------------------------ | ---------- |
| Num        | Coureur                  | Pos        |
| 51         | David Boucher (FRA)      | 118e       |
| 52         | Mickaël Delage (FRA)     | 56e        |
| 53         | Arnaud Démare (FRA)      | 2e         |
| 54         | Murilo Fischer (BRA)     | 146e       |
| 55         | Anthony Geslin (FRA)     | AB         |
| 56         | Matthieu Ladagnous (FRA) | 110e       |
| 57         | William Bonnet (FRA)     | 109e       |
| 58         | Yoann Offredo (FRA)      | 26e        |

| Garmin-Sharp GRS | Garmin-Sharp GRS          | Garmin-Sharp GRS |
| ---------------- | ------------------------- | ---------------- |
| Num              | Coureur                   | Pos              |
| 61               | Jack Bauer (NZL)          | 63e              |
| 62               | Tyler Farrar (USA)        | 131e             |
| 63               | Raymond Kreder (NED)      | 105e             |
| 64               | Sebastian Langeveld (NED) | 60e              |
| 65               | David Millar (GBR)        | AB               |
| 66               | Nick Nuyens (BEL)         | 116e             |
| 67               | Dylan van Baarle (NED)    | 45e              |
| 68               | Johan Vansummeren (BEL)   | AB               |

| Lampre-Merida LAM | Lampre-Merida LAM         | Lampre-Merida LAM |
| ----------------- | ------------------------- | ----------------- |
| Num               | Coureur                   | Pos               |
| 71                | Niccolò Bonifazio (ITA)   | AB                |
| 72                | Davide Cimolai (ITA)      | 30e               |
| 73                | Luca Dodi (ITA)           | AB                |
| 74                | Elia Favilli (ITA)        | 128e              |
| 75                | Sacha Modolo (ITA)        | 25e               |
| 76                | Andrea Palini (ITA)       | 119e              |
| 77                | Filippo Pozzato (ITA)     | AB                |
| 78                | Maximiliano Richeze (ARG) | 141e              |

| Lotto-Belisol LTB | Lotto-Belisol LTB           | Lotto-Belisol LTB |
| ----------------- | --------------------------- | ----------------- |
| Num               | Coureur                     | Pos               |
| 81                | Lars Ytting Bak (DEN)       | 130e              |
| 82                | Kris Boeckmans (BEL)        | AB                |
| 83                | Jens Debusschere (BEL)      | 122e              |
| 84                | Tony Gallopin (FRA)         | 39e               |
| 85                | André Greipel (GER) (Route) | AB                |
| 86                | Jürgen Roelandts (BEL)      | 10e               |
| 87                | Marcel Sieberg (GER)        | 55e               |
| 88                | Frederik Willems (BEL)      | AB                |

| Movistar MOV | Movistar MOV              | Movistar MOV |
| ------------ | ------------------------- | ------------ |
| Num          | Coureur                   | Pos          |
| 91           | Andrey Amador (CRC)       | 59e          |
| 92           | Alex Dowsett (GBR)        | AB           |
| 93           | Imanol Erviti (ESP)       | 41e          |
| 94           | José Iván Gutiérrez (ESP) | 124e         |
| 95           | Juan José Lobato (ESP)    | 21e          |
| 96           | Enrique Sanz (ESP)        | 143e         |
| 97           | Francisco Ventoso (ESP)   | AB           |
| 98           | Jasha Sütterlin (GER)     | 134e         |

| Omega Pharma-Quick Step OPQ | Omega Pharma-Quick Step OPQ    | Omega Pharma-Quick Step OPQ |
| --------------------------- | ------------------------------ | --------------------------- |
| Num                         | Coureur                        | Pos                         |
| 101                         | Tom Boonen (BEL)               | 5e                          |
| 102                         | Iljo Keisse (BEL)              | 71e                         |
| 103                         | Nikolas Maes (BEL)             | 69e                         |
| 104                         | Gert Steegmans (BEL)           | 111e                        |
| 105                         | Zdeněk Štybar (CZE)            | 20e                         |
| 106                         | Matteo Trentin (ITA)           | 15e                         |
| 107                         | Guillaume Van Keirsbulck (BEL) | 67e                         |
| 108                         | Martin Velits (SVK)            | 80e                         |

| Orica-GreenEDGE OGE | Orica-GreenEDGE OGE   | Orica-GreenEDGE OGE |
| ------------------- | --------------------- | ------------------- |
| Num                 | Coureur               | Pos                 |
| 111                 | Mitchell Docker (AUS) | 81e                 |
| 112                 | Luke Durbridge (AUS)  | AB                  |
| 113                 | Matthew Goss (AUS)    | AB                  |
| 114                 | Michael Hepburn (AUS) | AB                  |
| 115                 | Jens Keukeleire (BEL) | 37e                 |
| 116                 | Jens Mouris (NED)     | AB                  |
| 117                 | Svein Tuft (CAN)      | NP                  |
| 118                 | Simon Yates (GBR)     | 137e                |

| Europcar FRA | Europcar FRA           | Europcar FRA |
| ------------ | ---------------------- | ------------ |
| Num          | Coureur                | Pos          |
| 121          | Bryan Coquard (FRA)    | 13e          |
| 122          | Jérôme Cousin (FRA)    | 121e         |
| 123          | Antoine Duchesne (CAN) | AB           |
| 124          | Jimmy Engoulvent (FRA) | 127e         |
| 125          | Yohann Gène (FRA)      | 150e         |
| 126          | Morgan Lamoisson (FRA) | AB           |
| 127          | Alexandre Pichot (FRA) | 92e          |
| 128          | Yannick Martinez (FRA) | AB           |

| Giant-Shimano GIA | Giant-Shimano GIA                 | Giant-Shimano GIA |
| ----------------- | --------------------------------- | ----------------- |
| Num               | Coureur                           | Pos               |
| 131               | Nikias Arndt (GER)                | 99e               |
| 132               | Roy Curvers (NED)                 | 101e              |
| 133               | Koen de Kort (NED)                | 31e               |
| 134               | John Degenkolb (GER)              | 1er               |
| 135               | Dries Devenyns (BEL)              | 53e               |
| 136               | Reinardt Janse van Rensburg (RSA) | AB                |
| 137               | Ramon Sinkeldam (NED)             | 64e               |
| 138               | Albert Timmer (NED)               | 145e              |

| Katusha KAT | Katusha KAT                     | Katusha KAT |
| ----------- | ------------------------------- | ----------- |
| Num         | Coureur                         | Pos         |
| 141         | Vladimir Isaychev (RUS) (Route) | 147e        |
| 142         | Alexander Kristoff (NOR)        | 11e         |
| 143         | Vladimir Gusev (RUS)            | 42e         |
| 144         | Luca Paolini (ITA)              | AB          |
| 145         | Alexander Porsev (RUS)          | 107e        |
| 146         | Rüdiger Selig (GER)             | 132e        |
| 147         | Gatis Smukulis (LAT)            | 104e        |
| 148         | Alexey Tsatevitch (RUS)         | 7e          |

| Sky SKY | Sky SKY                    | Sky SKY |
| ------- | -------------------------- | ------- |
| Num     | Coureur                    | Pos     |
| 151     | Edvald Boasson Hagen (NOR) | 23e     |
| 152     | Bernhard Eisel (AUT)       | 24e     |
| 153     | Christian Knees (GER)      | 47e     |
| 154     | Salvatore Puccio (ITA)     | 51e     |
| 155     | Christopher Sutton (AUS)   | AB      |
| 156     | Luke Rowe (GBR)            | AB      |
| 157     | Ian Stannard (GBR)         | AB      |
| 158     | Geraint Thomas (GBR)       | 112e    |

| Tinkoff-Saxo TCS | Tinkoff-Saxo TCS              | Tinkoff-Saxo TCS |
| ---------------- | ----------------------------- | ---------------- |
| Num              | Coureur                       | Pos              |
| 161              | Daniele Bennati (ITA)         | 18e              |
| 162              | Manuele Boaro (ITA)           | 85e              |
| 163              | Matti Breschel (DEN)          | 72e              |
| 164              | Christopher Juul Jensen (DEN) | 74e              |
| 165              | Michal Kolář (SVK)            | 135e             |
| 166              | Michael Mørkøv (DEN) (Route)  | 44e              |
| 167              | Nicki Sørensen (DEN)          | AB               |
| 168              | Nikolay Trusov (RUS)          | 129e             |

| Trek Factory Racing TFR | Trek Factory Racing TFR       | Trek Factory Racing TFR |
| ----------------------- | ----------------------------- | ----------------------- |
| Num                     | Coureur                       | Pos                     |
| 171                     | Fabian Cancellara (SUI)       | 38e                     |
| 172                     | Stijn Devolder (BEL) (Route)  | 61e                     |
| 173                     | Yaroslav Popovych (UKR)       | 68e                     |
| 174                     | Grégory Rast (SUI)            | 40e                     |
| 175                     | Hayden Roulston (NZL) (Route) | AB                      |
| 176                     | Jesse Sergent (NZL)           | 89e                     |
| 177                     | Danny van Poppel (NED)        | 93e                     |
| 178                     | Boy van Poppel (NED)          | 19e                     |

| Androni Giocattoli-Venezuela AND | Androni Giocattoli-Venezuela AND | Androni Giocattoli-Venezuela AND |
| -------------------------------- | -------------------------------- | -------------------------------- |
| Num                              | Coureur                          | Pos                              |
| 181                              | Marco Bandiera (ITA)             | 70e                              |
| 182                              | Carlos José Ochoa (VEN)          | AB                               |
| 183                              | Patrick Facchini (ITA)           | AB                               |
| 184                              | Johnny Hoogerland (NED) (Route)  | 62e                              |
| 185                              | Antonio Parrinello (ITA)         | 88e                              |
| 186                              | Nicola Testi (ITA)               | 97e                              |
| 187                              | Kenny van Hummel (NED)           | 117e                             |
| 188                              | Andrea Zordan (ITA)              | 125e                             |

| Cofidis COF | Cofidis COF            | Cofidis COF |
| ----------- | ---------------------- | ----------- |
| Num         | Coureur                | Pos         |
| 191         | Edwig Cammaerts (BEL)  | 153e        |
| 192         | Egoitz García (ESP)    | 66e         |
| 193         | Gert Jõeäär (EST)      | 139e        |
| 194         | Cyril Lemoine (FRA)    | 16e         |
| 195         | Adrien Petit (FRA)     | 100e        |
| 196         | Florian Sénéchal (FRA) | 142e        |
| 197         | Louis Verhelst (BEL)   | AB          |
| 198         | Romain Zingle (BEL)    | 36e         |

| IAM | IAM                               | IAM  |
| --- | --------------------------------- | ---- |
| Num | Coureur                           | Pos  |
| 201 | Marcel Aregger (SUI)              | 94e  |
| 202 | Heinrich Haussler (AUS)           | AB   |
| 203 | Sébastien Hinault (FRA)           | AB   |
| 204 |                                   |      |
| 205 | Roger Kluge (GER)                 | 52e  |
| 206 | Matteo Pelucchi (ITA)             | AB   |
| 207 | Kevyn Ista (BEL)                  | 126e |
| 208 | Aleksejs Saramotins (LAT) (Route) | 151e |

| MTN-Qhubeka MTN | MTN-Qhubeka MTN           | MTN-Qhubeka MTN |
| --------------- | ------------------------- | --------------- |
| Num             | Coureur                   | Pos             |
| 211             | Gerald Ciolek (GER)       | 17e             |
| 212             | Ignatas Konovalovas (LTU) | 103e            |
| 213             | Jay Robert Thomson (RSA)  | 123e            |
| 214             | Martin Reimer (GER)       | AB              |
| 215             | Kristian Sbaragli (ITA)   | 29e             |
| 216             | Andreas Stauff (GER)      | 148e            |
| 217             | Bradley Potgieter (RSA)   | AB              |
| 218             | Jacobus Venter (RSA)      | 75e             |

| NetApp-Endura NTP | NetApp-Endura NTP         | NetApp-Endura NTP |
| ----------------- | ------------------------- | ----------------- |
| Num               | Coureur                   | Pos               |
| 221               | Sam Bennett (IRL)         | 12e               |
| 222               | Zakkari Dempster (AUS)    | 83e               |
| 223               | Blaž Jarc (SLO)           | 90e               |
| 224               | Jonathan McEvoy (GBR)     | AB                |
| 225               | Andreas Schillinger (GER) | 54e               |
| 226               | Daniel Schorn (AUT)       | AB                |
| 227               | Scott Thwaites (GBR)      | AB                |
| 228               | Paul Voss (GER)           | AB                |

| Wanty-Groupe Gobert WGG | Wanty-Groupe Gobert WGG   | Wanty-Groupe Gobert WGG |
| ----------------------- | ------------------------- | ----------------------- |
| Num                     | Coureur                   | Pos                     |
| 231                     | Tim De Troyer (BEL)       | 136e                    |
| 232                     | Danilo Napolitano (ITA)   | AB                      |
| 233                     | Jempy Drucker (LUX)       | 27e                     |
| 234                     | Wesley Kreder (NED)       | 106e                    |
| 235                     | Björn Leukemans (BEL)     | 46e                     |
| 236                     | Mirko Selvaggi (ITA)      | 35e                     |
| 237                     | James Vanlandschoot (BEL) | AB                      |
| 238                     | Frederik Veuchelen (BEL)  | 84e                     |

| Topsport Vlaanderen-Baloise TSV | Topsport Vlaanderen-Baloise TSV | Topsport Vlaanderen-Baloise TSV |
| ------------------------------- | ------------------------------- | ------------------------------- |
| Num                             | Coureur                         | Pos                             |
| 241                             | Tim Declercq (BEL)              | 91e                             |
| 242                             | Yves Lampaert (BEL)             | AB                              |
| 243                             | Stijn Steels (BEL)              | 115e                            |
| 244                             | Tom Van Asbroeck (BEL)          | 6e                              |
| 245                             | Jarl Salomein (BEL)             | 98e                             |
| 246                             | Kenneth Vanbilsen (BEL)         | 114e                            |
| 247                             | Pieter Vanspeybrouck (BEL)      | AB                              |
| 248                             | Jelle Wallays (BEL)             | AB                              |